# 富山カントリークラブ
富山カントリークラブ（とやまカントリークラブ）は、富山県富山市にあるゴルフ場。

## 概要
1970年（昭和45年）1月、船峅丘陵開発の一環として富山スポーツ振興協会から上新川郡大沢野町（現・富山市）にスポーツ公園を兼ねたゴルフ場建設のための用地斡旋が行われた。
その後、株式会社富山ゴルフ（1970年（昭和45年）7月に設立）によって1971年（昭和46年）5月10日に土地買収の仮調印が行われて着工し、同年8月13日に富山県内では呉羽カントリークラブに続く2番目のゴルフ場として開場、同年8月16日に正式にオープンした（なお、開業当時の住所は上新川郡大沢野町であった）。
1976年（昭和51年）に現在の27ホールに増設され、1992年（平成4年）には、クラブハウスを新築、2002年（平成14年）には全コースでリモコン乗用カートを導入、2018年（平成30年）6月には、GPSカート・ナビゲーションシステム導入している。
長引く不況の影響で収入高が年々減少傾向となったことが影響し、2019年（令和元年）12月6日に東京地方裁判所へ民事再生法の適用を申請した。なお、ゴルフ場の営業自体は現在も継続している。

## コース情報
合計27ホール、パー108、10,042ヤード、コース面積758,539m2
『有磯』『薬師』『神通』の3コースで構成される。有磯は樹木に覆われたフラットで広いフェアウェイの林間コース、有磯および薬師は、丘陵の緩やかなアンジュレーションの中に打ち下ろしや谷越えがあるのが特徴である。